# Camellia wardii
Camellia wardii là một loài thực vật có hoa trong họ Theaceae. Loài này được Kobuski mô tả khoa học đầu tiên năm 1941.